# Шанхайський метрополітен
Шанхайський метрополітен (кит. спр. 上海地铁, піньїнь: Shànghǎi Dìtiě, акад. Шанхай Дітє) — система метро міста Шанхай, що в Китаї, 1-й у світі метрополітен по довжині ліній (більше 500 км) з 4-м у світі (після Токіо, Пекіну та Сеулу) річним пасажиропотоком до 2,2 млрд осіб. Шанхай — третє місто в континентальному Китаї після Пекіну та Тяньцзіню, де з'явилося метро, та яке відкрилося в 1993 році. Одна з наймолодших в світі та найшвидша за розвитком система метро. Нараховує 15 діючих ліній (без урахування маглеву) та ще 5 ліній в будівництві, включаючи продовження діючих. До кінця 2020 року передбачається, що система буде мати 780 км і 480 станцій. Згідно з довгостроковими планами, до 2025 року в Шанхаї планується побудувати ще 11 ліній метро та 10 ліній легкорейкового транспорту (легкого метро).

## Загальна інформація

Хронологія розвитку метрополітену

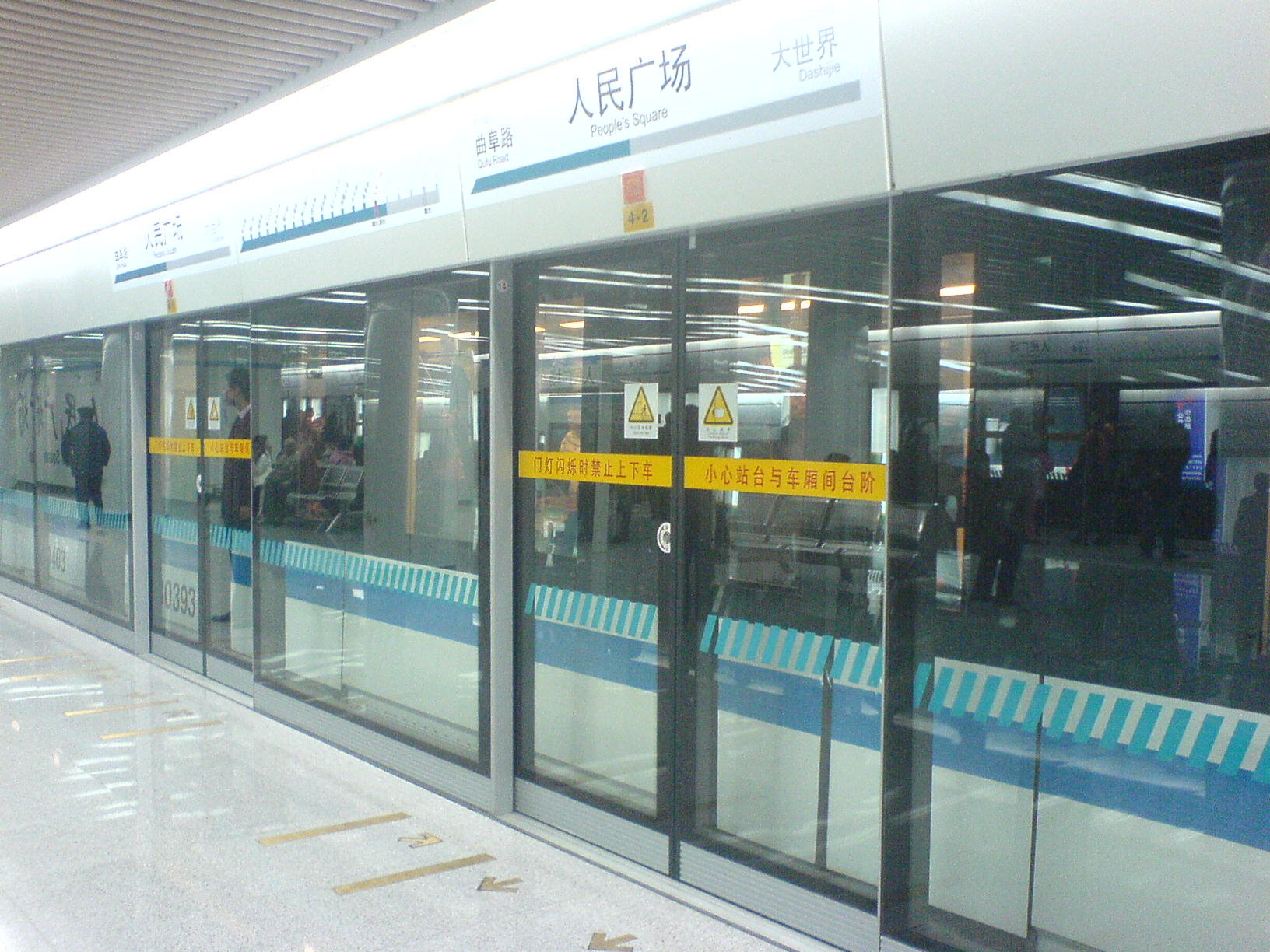
«Горизонтальний ліфт» на станціях

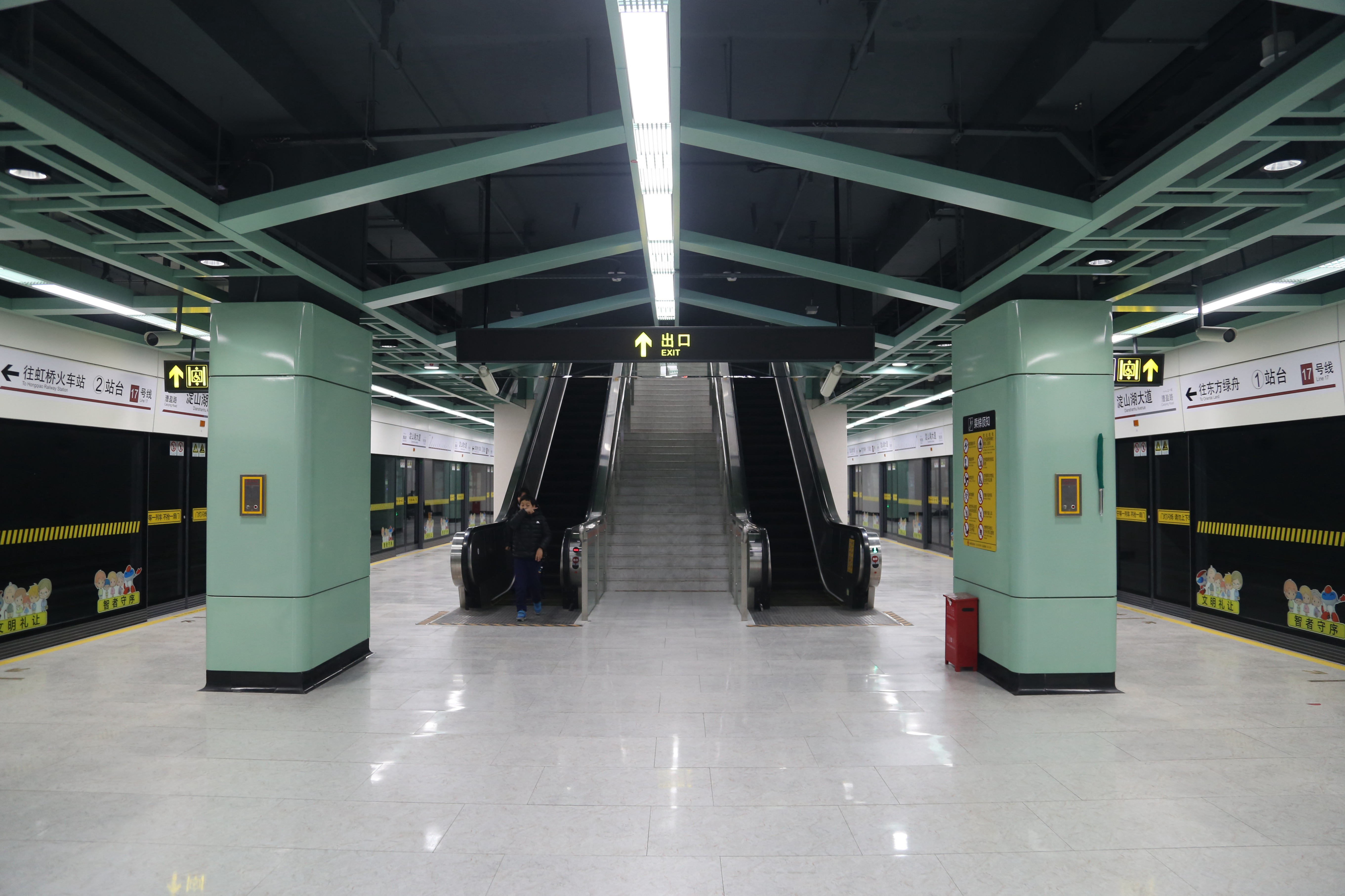
Платформа станції «Dianshanhu Avenue», Лінія 17

Метро Шанхаю сучасне, швидке та недороге, на станціях підтримується чистота. Плазмові панелі відображають час прибуття наступних двох поїздів. На рідкокристалічних моніторах всередині вагонів поїздів, що йдуть під землею, показується реклама та назва наступної станції, а на наземних лініях інформація про наступні станції відображається на світлодіодному табло. В поїздах також програється запис з назвою наступної станції китайською та англійською мовами та з інформацією про визначні пам'ятки та магазинах поруч з наступною станцією — лише китайською. Метро обладнано для пересування інвалідів. На нових лініях, починаючи з лінії 4, платформа відділена від вагонів та колій прозорою стіною з розсувними дверима («горизонтальний ліфт»), якими також планується обладнати відкриті раніше лінії.
Серед недоліків системи можна відзначити сильну перевантаженість в години пік (особливо ліній 1 та 2) і недостатнє покриття міської території, що поступово вирішується швидким будівництвом та введенням в експлуатацію нових ділянок. Багато хто також відзначє не дуже зручні довгі переходи між пересадковими станціями.

## Лінії

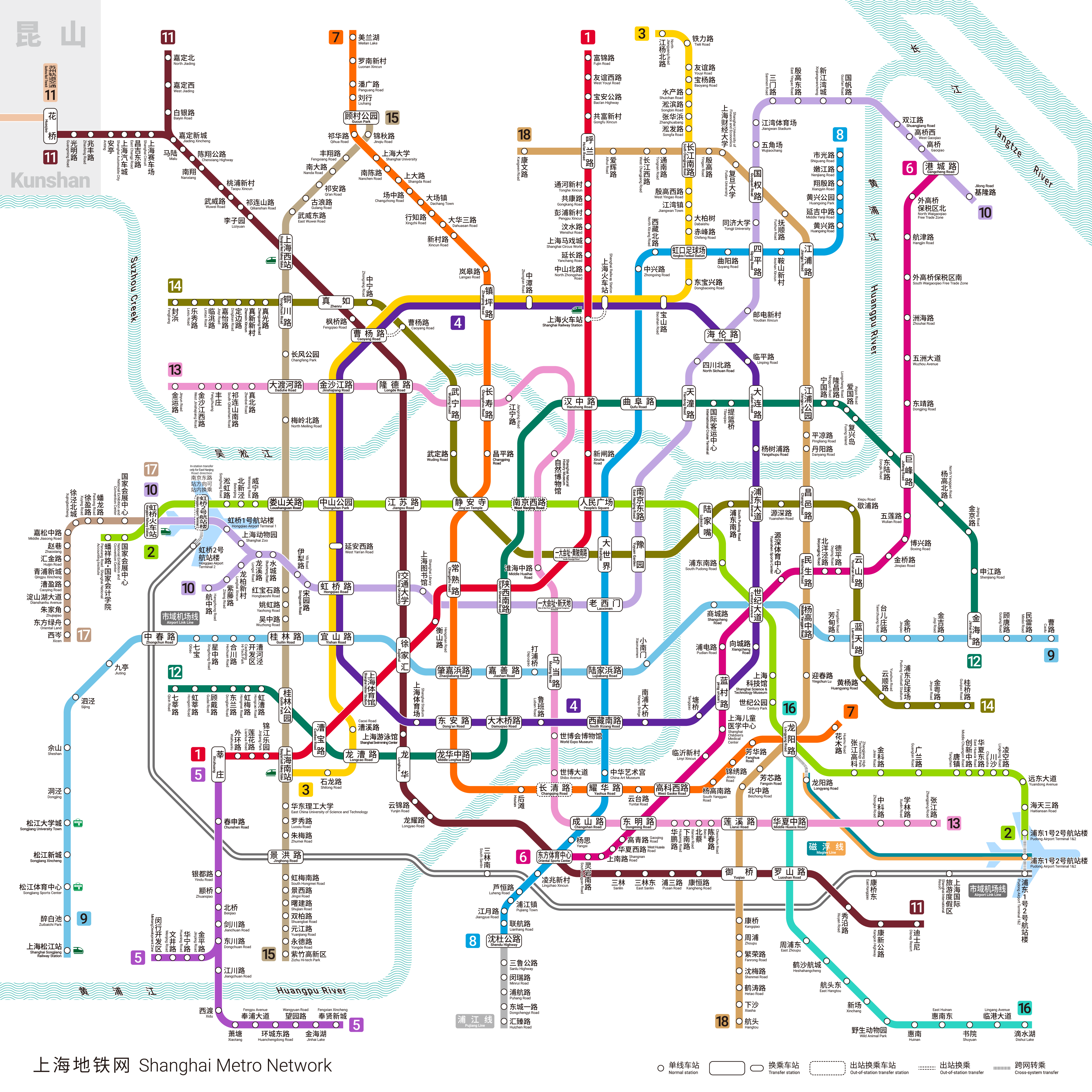
Шанхайський метрополітен

| №   | Дата відкриття    | Останнє продовження | Кількість станцій | Кінцеві станції                                         | Довжина в км | Кількість підземних станцій |
| --- | ----------------- | ------------------- | ----------------- | ------------------------------------------------------- | ------------ | --------------------------- |
| (1) | 28 травня 1993    | 2007                | 28                | «Xinzhuang»—«Fujin Road»                                | 36,4         | 15                          |
| (1) | 11 червня 2000    | 2010                | 31                | «East Xujing»—«Pudong International Airport»            | 60           | 28                          |
| (1) | 26 грудня 2000    | 2006                | 29                | «Shanghai South Railway Station»—«North Jiangyang Road» | 40,2         | 1                           |
| (1) | 31 грудня 2005    | 2007                | 26                | Кільцева лінія                                          | 33,7         | 17                          |
| (1) | 25 листопада 2003 | —                   | 11                | «Xinzhuang»—«Minhang Development Zone»                  | 17,2         | —                           |
| (1) | 29 грудня 2007    | 2011                | 28                | «Gangcheng Road»—«Oriental Sports Center»               | 32,3         | 19                          |
| (1) | 5 грудня 2009     | 2014                | 33                | «Meilan Lake»—«Huamu Road»                              | 42,2         | 31                          |
| (1) | 29 грудня 2007    | 2012                | 30                | «Shiguang Road»—«Shendu Highway»                        | 37,4         | 25                          |
| (1) | 29 грудня 2007    | 2017                | 35                | «Songjiang South Railway Station»—«Caolu»               | 63,8         | 31                          |
| (1) | 10 квітня 2010    | 30 листопада 2010   | 31                | «Hongqiao Railway Station»—«Xinjiangwancheng»           | 36           | 31                          |
| (1) | 31 грудня 2009    | 2016                | 38                | «Disney Resort»—«North Jiading»                         | 82,4         | 22                          |
| (1) | 29 грудня 2013    | 2015                | 32                | «Qixin Road»—«Jinhai Road»                              | 40,4         | 32                          |
| (1) | 20 квітня 2010    | 2015                | 19                | «Jinyun Road»—«Shibo Avenue»                            | 22,2         | 19                          |
| (1) | 29 грудня 2013    | 2014                | 13                | «Longyang Road»—«Dishui Lake»                           | 59           | 3                           |
| (1) | 30 грудня 2017    | —                   | 13                | «Hongqiao Railway Station»—«Oriental Land»              | 35,3         | 7                           |
|     | 31 березня 2018   | —                   | 6                 | «Shendu Highway»—«Huizhen Road»                         | 6.7          | —                           |

- Лінії 3 та 4 спільно використовують ділянку «Yishan Road»—«Baoshan Road»  з 10 станцій.

## Система оплати

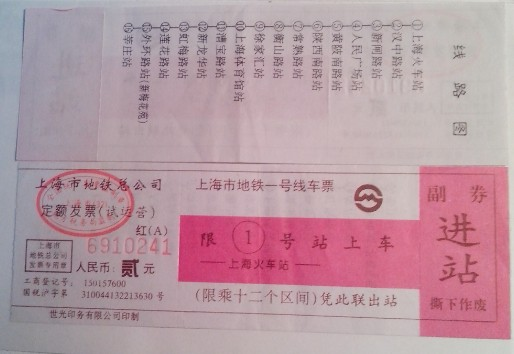
Разовий квиток 1990-их років

В шанхайському метро діє система оплати залежно від відстані. 15 вересня 2005 року після підвищення вартість становила від 3 юанів (трохи більше 4,5 гривень) за 3 км шляху до 8 юанів (трохи більше 12,5 гривень) за 46 км.
Наприкінці 2005 року в шанхайському метро була введена єдина система оплати (до цього при пересадці з лінії 5 і назад пасажирам доводилося платити додатково, оскільки лінії належать різним компаніям).

## Інфраструктура
На відміну від багатьох інших систем метро в світі, в шанхайському метро застосовується верхній приймач контактної рейки, можливо внаслідок напруги у 1500 В — вдвічі більше, ніж на більшості систем з нижнім приймачем. Ширина колії — європейська 1435 мм, що дозволяє транспортувати вагони, використовуючи залізничну мережу країни. Застосовується система автопілоту. В метро експлуатуються сучасні вагони як виробництва німецької компанії Siemens AG, так і вітчизняні.

## Відомі станції
Станція «Народна площа» (кит.: 人民广场, англ. People's Square; лінії 1, 2, 8) — найбільш завантажена станція шанхайського метро, це пересадочна станція між лініями 1, 2 та 8. На ній спостерігається великий пасажиропотік навіть поза годиною пік, оскільки вона розташована поруч з туристичними пам'ятками та торговими районами, такими як Нанкінська вулиця, Шанхайський музей, Народний парк, Великий шанхайський театр тощо.
Станція «Сюйцзяхуей» (кит.: 徐家汇, англ. Xujiahui; лінія 1) — розташована поруч з великим однойменним комерційним центром. Поруч зі станцією знаходяться шість великих торгових центрів та вісім великих офісних веж, вона має найбільшу кількість виходів в шанхайському метро — вісімнадцять.
Станція «Луцзяцзуй» (кит.: 陆家嘴, англ. Lujiazui; лінія 2) — основна станція району Пудун. Вона розташована в серці фінансового району Луцзяцзуй, ділового центру Шанхаю, який швидко розвивається. Поруч зі станцією розташований новий символ міста телевежа «Східна перлина», а також найвищі хмарочоси в континентальному Китаї — Цзінь Мао та Шанхайський всесвітній фінансовий центр. У порівнянні зі станціями «Народна площа» та «Сюйцзяхуей», "Луцзяцзуй не дуже завантажений поза годинами пік та по вихідних, оскільки нею, переважно, користуються робочі ділового центру.
Станція «Шанхайський вокзал» (кит.: 上海火车站, англ. Shanghai Railway Station; лінії 1, 3, 4) — основний транспортний вузол Шанхаю. В нього входять вокзал, дві станції метро, міська та міжміська автобусні станції. Останні незабаром планується перенести в новий будинок автовокзалу поза межами залізничного вокзалу.
Станція «Луньян Лу» (кит.: 龙阳路, англ. Longyang Road; лінія 2) — пересадочна станція на кінцеву станцію лінії Маглеву, веде до аеропорту Пудун (см. Шанхайський маглев).

## Керуючі компанії
Шанхайський метрополітен розташований в управлінні 4 компаній, що є підрозділами Shanghai Metro Operation Co., Ltd.:
- Shanghai No.1 Metro Operation Co., Ltd. управляє лініями 1, 5, 9 та 10.
- Shanghai No.2 Metro Operation Co., Ltd. управляє лініями 2, 11 та 13.
- Shanghai No.3 Metro Operation Co., Ltd. управляє лініями 3, 4, 7 та 21 (ще не відкрита).
- Shanghai No.4 Metro Operation Co., Ltd. управляє лініями 6, 8 та 12.

## Цікаві факти
- 29 грудня 2007 року одночасно було відкрито 92 км нових ліній метро з 70 станціями, що є неперевершеним світовим рекордом.

## Галерея

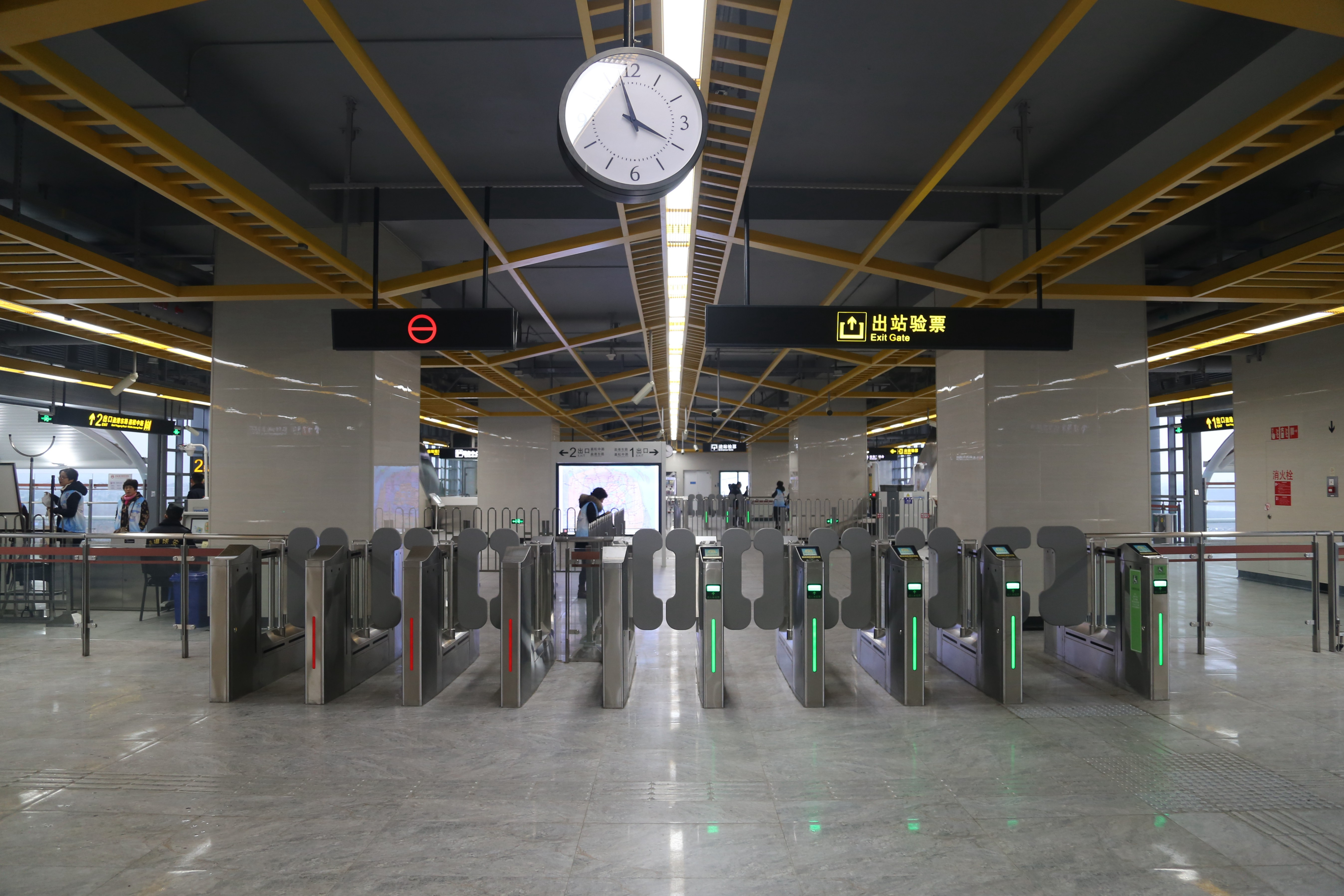
Турнікети на станції «Middle Jiasong Road», Лінія 17
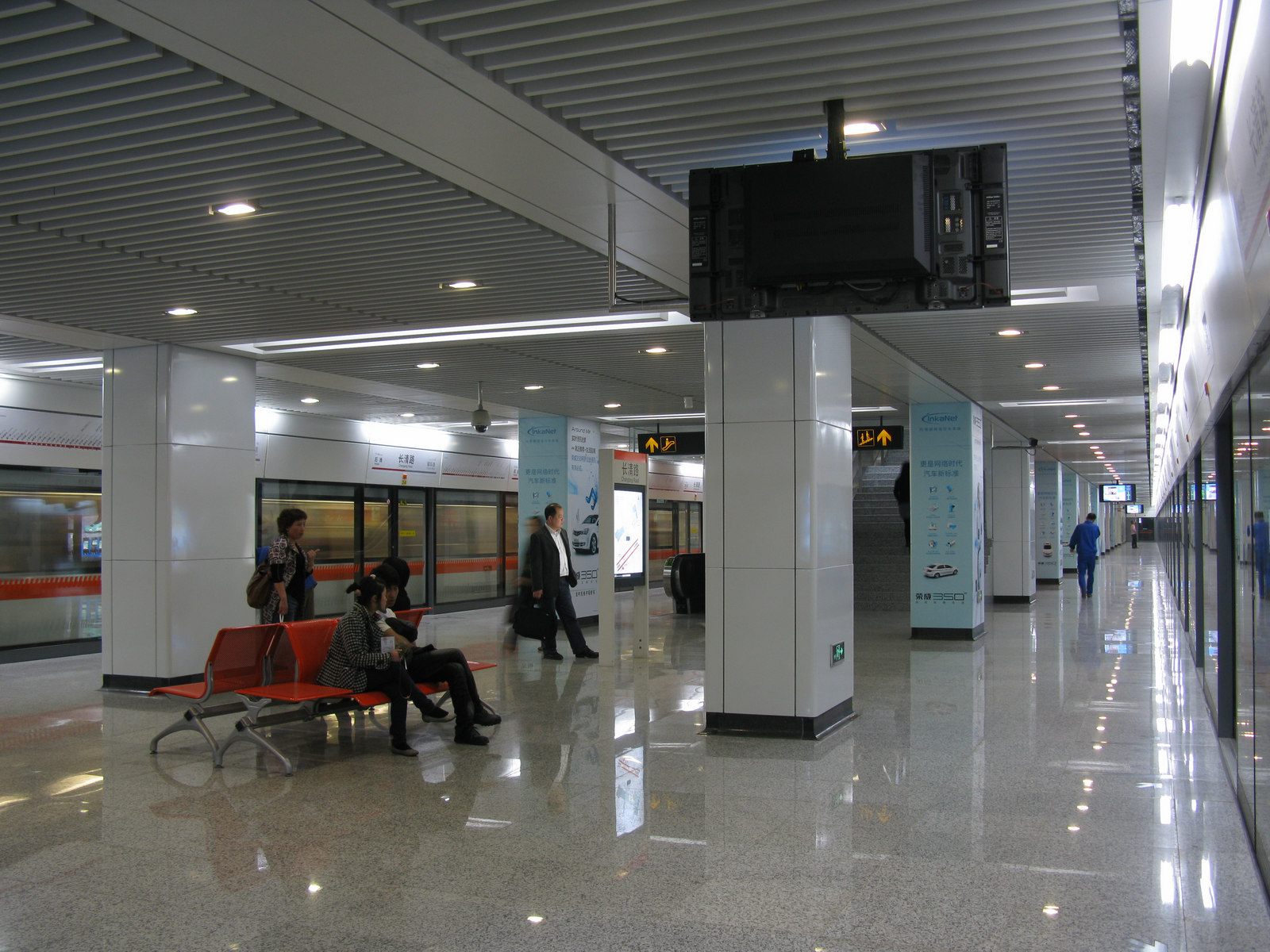
Типова підземна станція
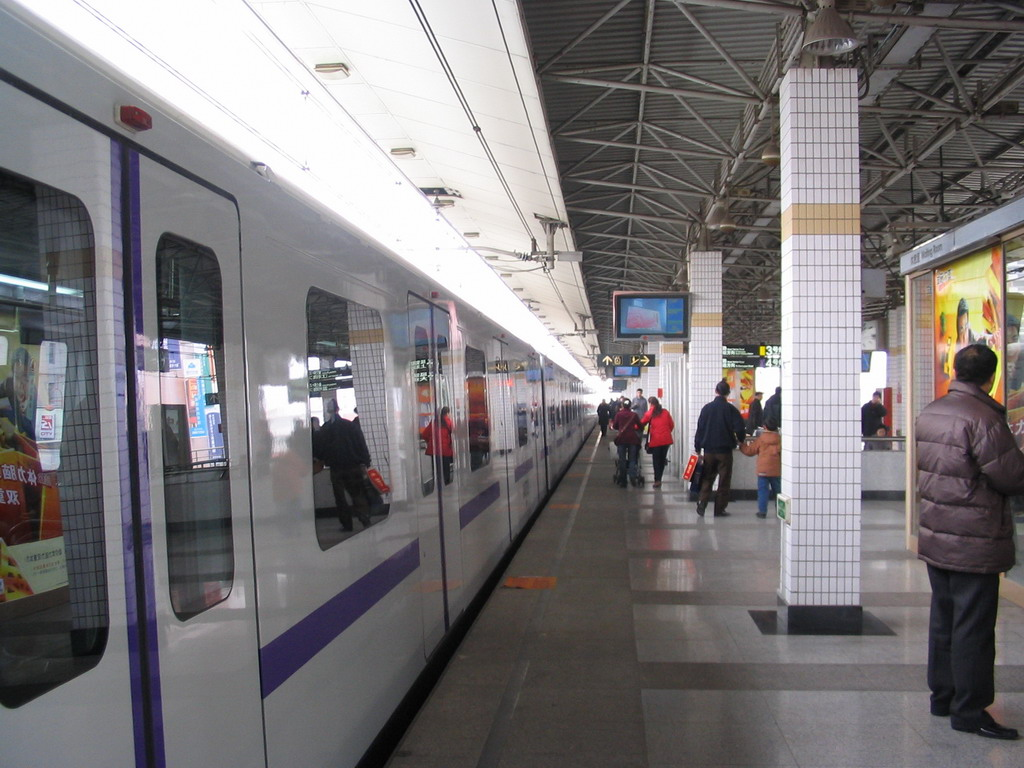
Типова відкрита станція
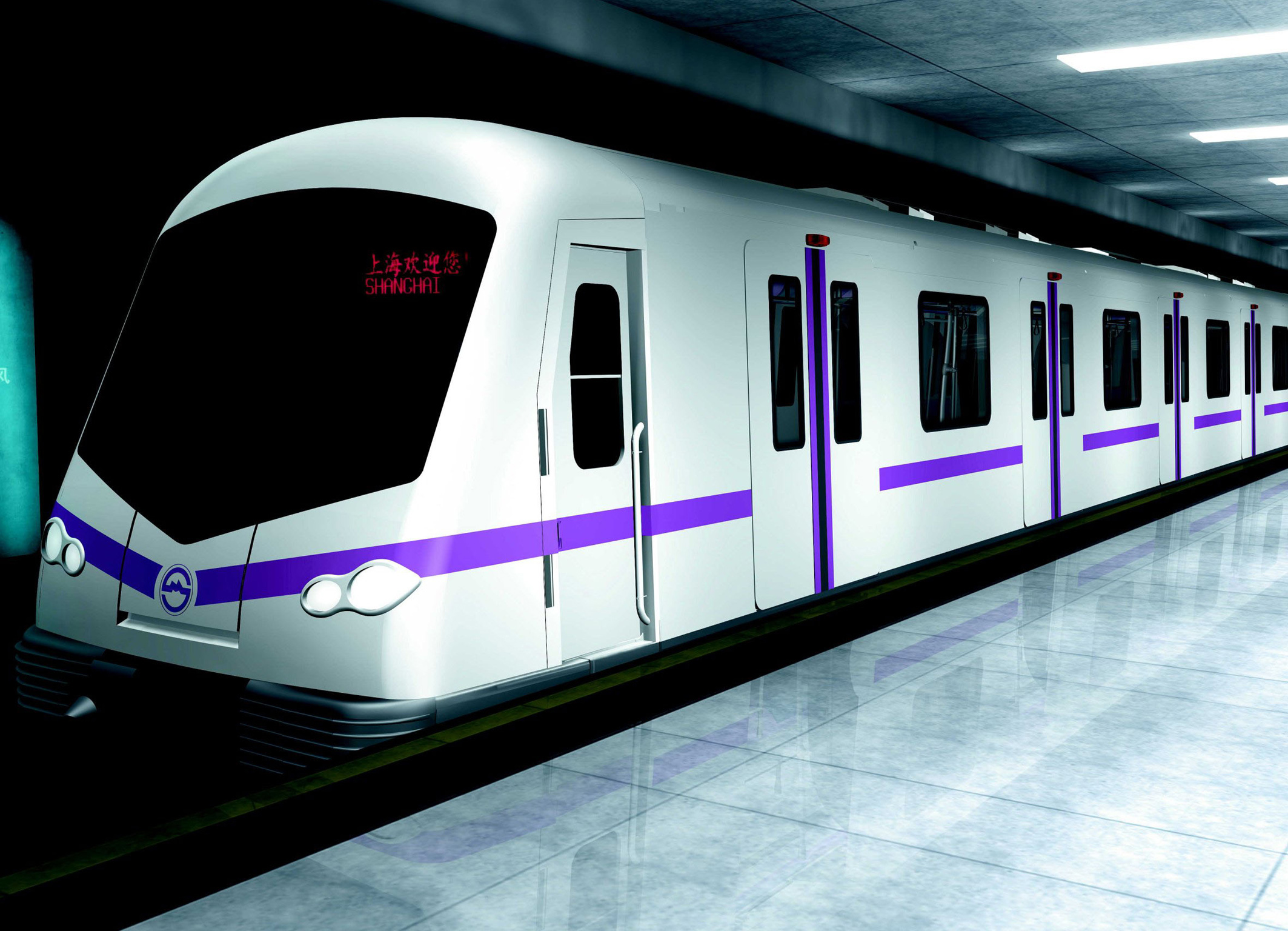
Поїзд на підземній станції, Лінія 3
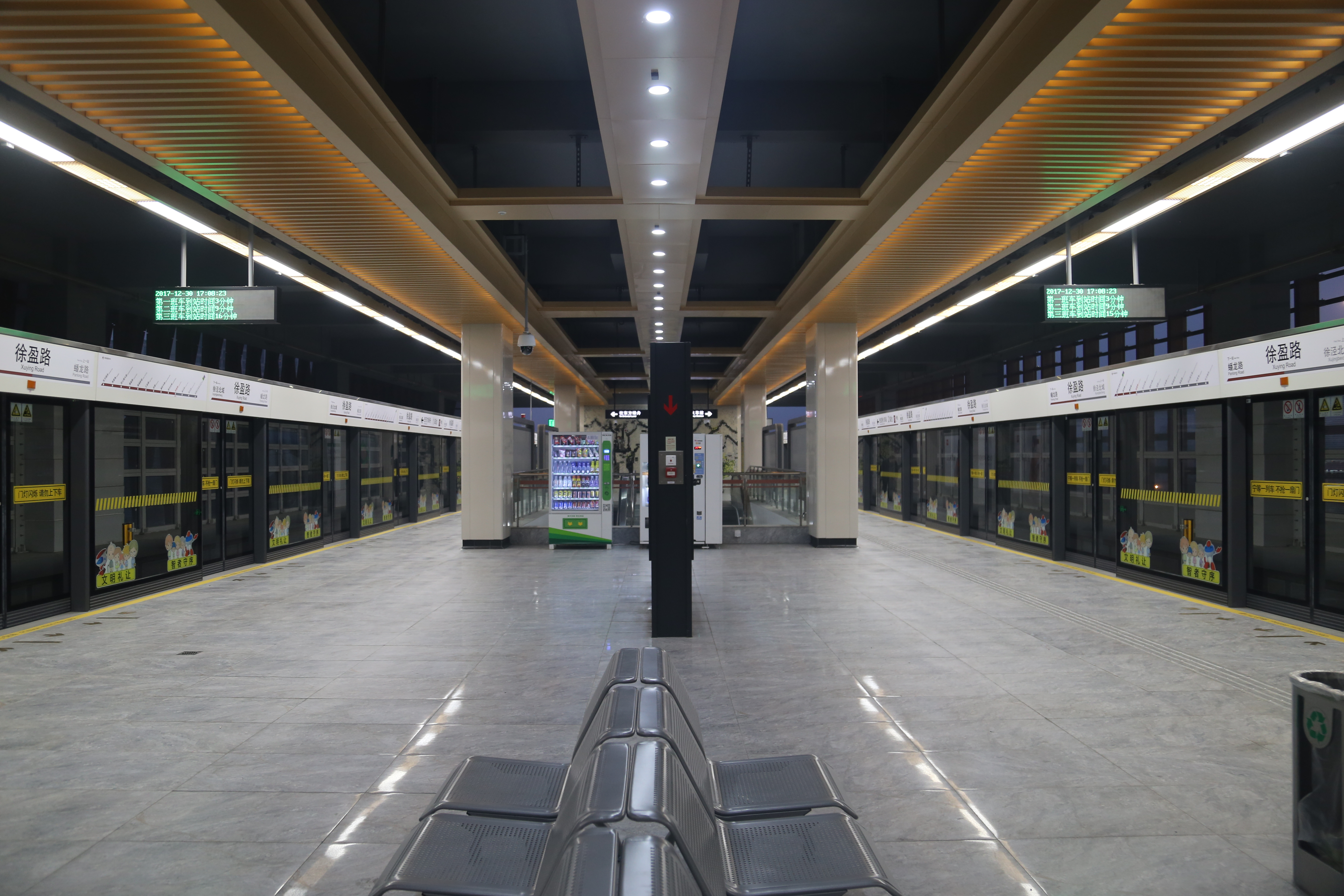
Платформа станції «Xuying Road», Лінія 17
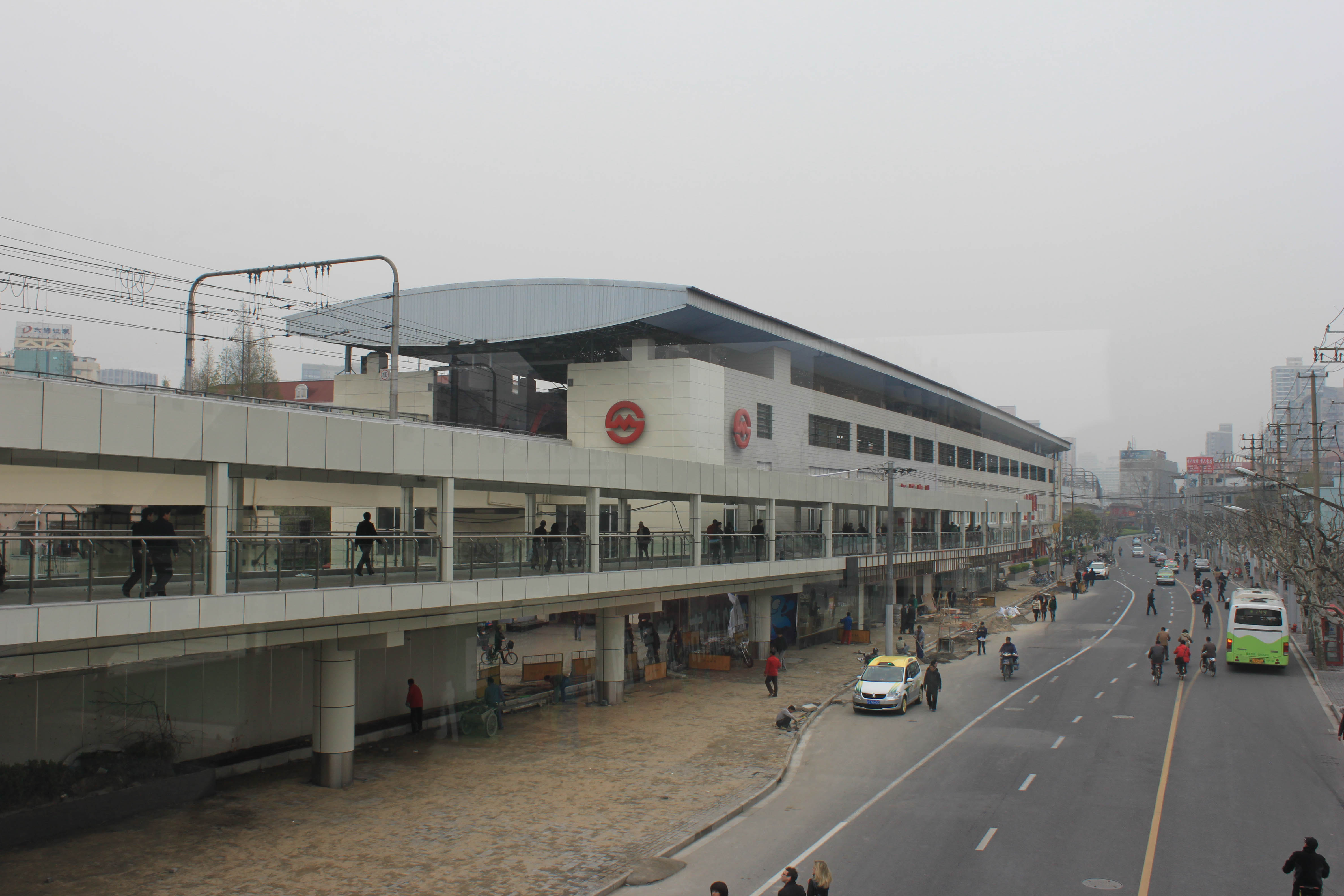
Естакадна станція «Hongqiao Road»
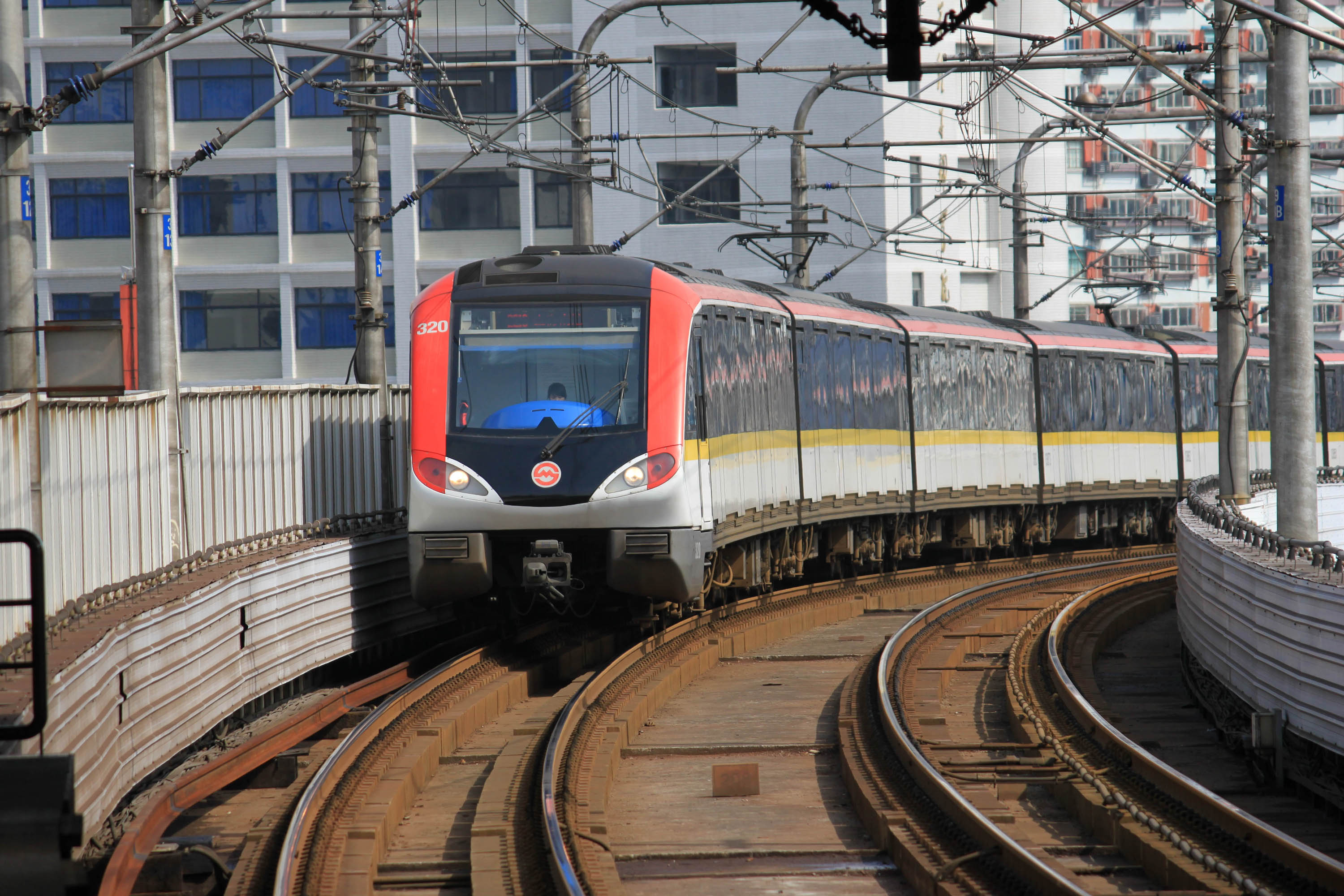
Поїзд на наземному ділянці, Лінія 3
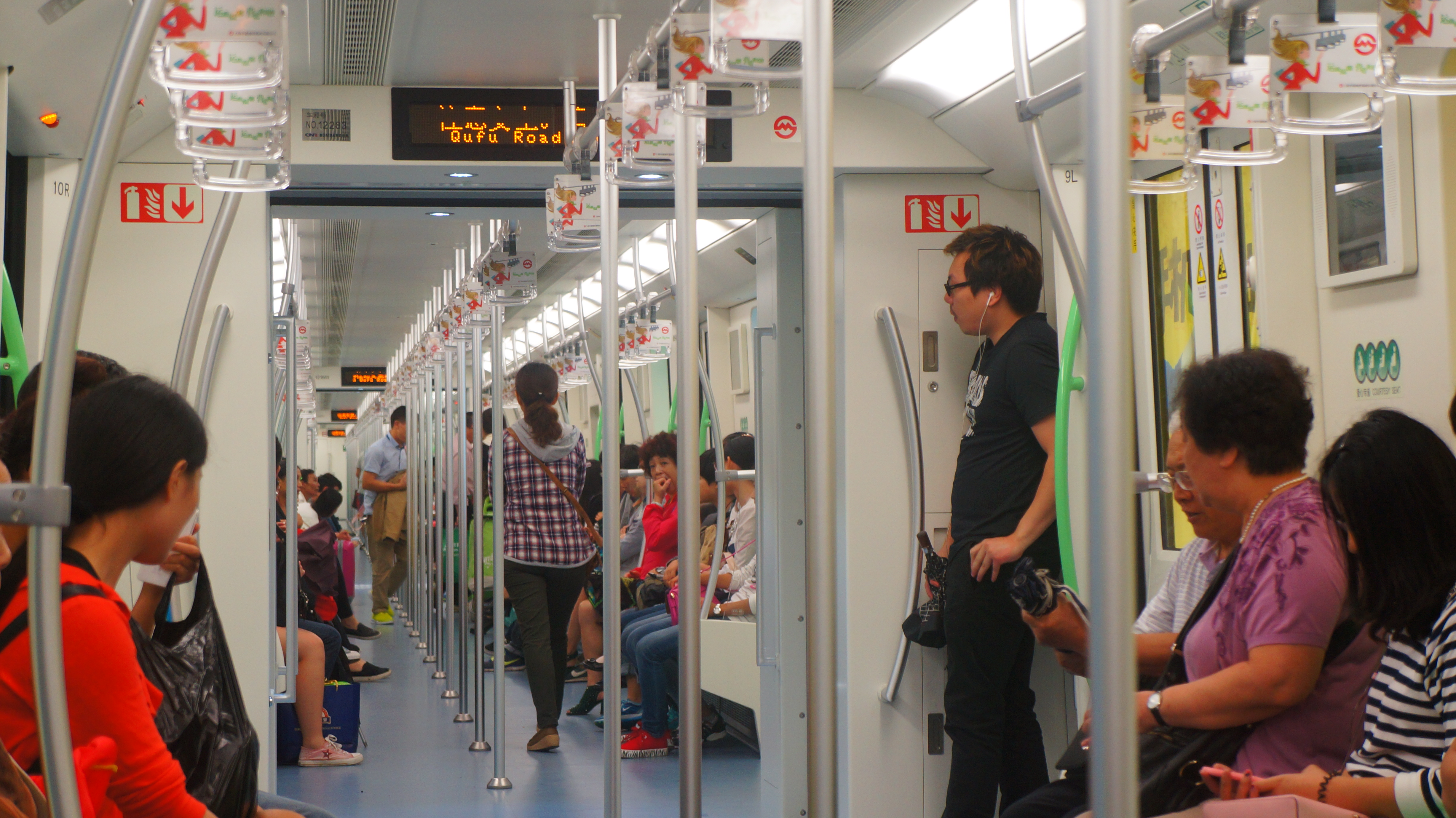
Всередині вагона